# Brun havsabborre
Brun havsabborre (Epinephelus marginatus) är en art i familjen havsabborrfiskar som finns i delar av Atlanten och Indiska oceanen. 

## Utseende
En stor, avlång fisk med kraftigt huvud, konvex panna och stor mun med tjocka läppar. Ryggfenan har 9 taggstrålar (av vilka den 3:e eller 4:e är tydligt förlängd) och 14 till 16 mjukstrålar. Analfenan har 3 taggstrålar och 8 (sällan 9) mjukstrålar, medan bröstfenorna, som är tydligt längre än bukfenorna, har 17 till 19 mjukstrålar. Stjärtfenan är avhuggen med rundade hörn (hos ungfiskar mer eller mindre helt rundad). Ryggen och huvudets ovansida är mörkt rödbrun till gråaktig, och vanligen guldgula på sidorna. På huvud och kropp har den oregelbundna, vita, ljust gröngula eller silvergrå fläckar, vanligen i form av tvärränder. De centrala fenorna är mörkbruna, och med tunna, via treck i spetsen på anal-, stjärt- och ofta även bröstfenorna. Ytterkanten på den främre, taggstråliga delen av ryggfenan samt fenbaserna på bröst- och bukfenorna är ofta gyllengula. Som mest kan den bruna havsabborren bli 150 cm lång och väga 60 kg.

## Vanor
Den bruna havsabborren är en bottenfisk som lever vid klipprev ner till 300 meters djup. Ungfiskarna uppehåller sig vanligen i mer kustnära vatten, som tidvattensdammar med klippbotten. Födan utgörs framför allt av krabbor och bläckfisk, men ju större en individ är, desto större andel fiskar (framför allt revlevande sådana) ingår i dieten. Arten är solitär utom under parningstiden. Den kan bli upp till 50 år gammal.

### Fortplantning
Arten är en hermafrodit som börjar sitt liv som hona. Som sådan blir den könsmogen vid 5 års ålder, medan den byter kön till hane mellan 9 och 16 års ålder, med en topp vid 12. I Medelhavet infaller lektiden mellan juni och september, då hanarna börjar hävda revir och fiskarna samlas i mindre grupper med ungefär 6 honor för varje hane.

## Betydelse för människan
Den bruna havsabborren är föremål för ett betydande kommersiellt fiske och den är även en populär sportfisk, även om spjutfiske har förbjudits i Frankrike sedan 1993.

## Status
Arten är klassificerad som starkt hotad ("EN") av IUCN, underklassificering "A2d", och beståndet minskar. Främsta orsaken är överfiske. Klimatförändringarnas effekt på Medelhavet tros också spela in.

## Utbredning
Utbredningsområdet omfattar östra Atlanten och västra Indiska oceanen från Brittiska öarna (där den dock är sällsynt), via Medelhavet runt Sydafrika till södra Moçambique och eventuellt Madagaskar, samt västra Atlanten från Brasilien över Uruguay till Argentina. Uppgifterna från Madagaskar har ifrågasatts; å andra sidan finns det även rapporter från södra Oman.